# إيفان ليون (لاعب كرة الريشة)
إيفان ليون (بالإسبانية: Ivan Leon)‏ هو لاعب كرة الريشة تشيلي، ولد في 19 يناير 1996.

## وصلات خارجية
- إيفان ليون على موقع BWF.tournamentsoftware.com (الإنجليزية)
- إيفان ليون على موقع BWFbadminton.com (الإنجليزية)